# Ministre de l'Intérieur (Canada)
Le ministre de l'Intérieur est un ancien ministre du gouvernement du Canada avec la responsabilité de la gestion des terres appartenant au gouvernement fédéral, des affaires indiennes et de l'exploitation des ressources naturelles. Le ministre de l'Intérieur était d'office surintendant général des Affaires indiennes.
Créé en 1873 en remplacement du secrétaire d'État des Provinces, la fonction de ministre de l'Intérieur est remplacée en 1936 par le ministre des Mines et Ressources naturelles.

## Liste
| 1.  | Alexander Campbell                | sous Macdonald | 1er juillet 1873 – 5 novembre 1873  |
| 2.  | David Laird                       | sous Mackenzie | 7 novembre 1873 – 6 octobre 1876    |
| *   | Richard William Scott (interim)   | sous Mackenzie | 7 octobre 1876 – 23 octobre 1876    |
| 3.  | David Mills                       | sous Mackenzie | 24 octobre 1876 – 8 octobre 1878    |
| 4.  | Sir John A. Macdonald             | sous Macdonald | 17 octobre 1878 – 2 octobre 1887    |
| 5.  | Thomas White                      | sous Macdonald | 3 octobre 1887 – 21 avril 1888      |
| 6.  | Sir John A. Macdonald (interim)   | sous Macdonald | 8 mai 1888 – 24 septembre 1888      |
| 7.  | Edgar Dewdney                     | sous Macdonald | 25 septembre 1888 – 6 juin 1891     |
| 8.  | Edgar Dewdney                     | sous Abbott    | 16 juin 1891 – 16 octobre 1892      |
| 9.  | Thomas Mayne Daly                 | sous Abbott    | 17 octobre 1892 – 24 novembre 1892  |
| 10. | Thomas Mayne Daly                 | sous Thompson  | 5 décembre 1892 – 12 décembre 1894  |
| 11. | Thomas Mayne Daly                 | sous Bowell    | 21 décembre 1894 – 27 avril 1896    |
| 12. | Hugh John Macdonald               | sous Tupper    | 1er mai 1896 – 8 juillet 1896       |
| 13. | Richard William Scott (interim)   | sous Laurier   | 17 juillet 1896 – 16 novembre 1896  |
| 14. | Clifford Sifton                   | sous Laurier   | 17 novembre 1896 – 28 février 1905  |
| 15. | Sir Wilfrid Laurier (interim)     | sous Laurier   | 13 mars 1905 – 7 avril 1905         |
| 16. | Frank Oliver                      | sous Laurier   | 8 avril 1905 – 6 octobre 1911       |
| 17. | Robert Rogers                     | sous Borden    | 10 octobre 1911 – 28 octobre 1912   |
| 18. | William James Roche               | sous Borden    | 29 octobre 1912 – 12 octobre 1917   |
| 19. | Arthur Meighen                    | sous Borden    | 12 octobre 1917 – 10 juillet 1920   |
| 20. | Sir James Alexander Lougheed      | sous Meighen   | 10 juillet 1920 – 29 décembre 1921  |
| 21. | Charles Stewart                   | sous King      | 29 décembre 1921 – 28 juin 1926     |
| 22. | Henry Herbert Stevens (interim)   | sous Meighen   | 29 juin 1926 – 12 juillet 1926      |
| 23. | Richard Bedford Bennett (interim) | sous Meighen   | 13 juillet 1926 – 25 septembre 1926 |
| 24. | Charles Stewart                   | sous King      | 26 septembre 1926 – 26 juin 1930    |
| 25. | Ian Alistair Mackenzie            | sous King      | 27 juin 1930 – 7 août 1930          |
| 26. | Thomas Gerow Murphy               | sous Bennett   | 7 août 1930 – 23 octobre 1935       |
| 27. | Thomas Alexander Crerar           | sous King      | 23 octobre 1935 – 30 novembre 1936  |